# Buchdorf
Buchdorf è un comune tedesco di 1 625 abitanti, situato nel land della Baviera.